# 平山勇太
平山 勇太（ひらやま ゆうた、1997年〈平成9年〉11月14日 - ）は、埼玉県日高市出身の元プロサッカー選手。ポジションはフォワード。

## 個人成績
| 国内大会個人成績 | 国内大会個人成績         | 国内大会個人成績 | 国内大会個人成績 | 国内大会個人成績 | 国内大会個人成績 | 国内大会個人成績 | 国内大会個人成績 | 国内大会個人成績 | 国内大会個人成績 | 国内大会個人成績 | 国内大会個人成績 |
| 年度             | クラブ                   | 背番号           | リーグ           | リーグ戦         | リーグ戦         | リーグ杯         | リーグ杯         | オープン杯       | オープン杯       | 期間通算         | 期間通算         |
| 年度             | クラブ                   | 背番号           | リーグ           | 出場             | 得点             | 出場             | 得点             | 出場             | 得点             | 出場             | 得点             |
| 日本             | 日本                     | 日本             | 日本             | リーグ戦         | リーグ戦         | リーグ杯         | リーグ杯         | 天皇杯           | 天皇杯           | 期間通算         | 期間通算         |
| ---------------- | ------------------------ | ---------------- | ---------------- | ---------------- | ---------------- | ---------------- | ---------------- | ---------------- | ---------------- | ---------------- | ---------------- |
| 2019             | 東京国際大学             | 19               | -                | -                | -                | -                | -                | 1                | 0                | 1                | 0                |
| オーストラリア   | オーストラリア           | オーストラリア   | オーストラリア   | リーグ戦         | リーグ戦         | リーグ杯         | リーグ杯         | FFA杯            | FFA杯            | 期間通算         | 期間通算         |
| 2020             | ウエスタン・プライドFC   | 18               | FQPL1            | 18               | 16               | -                | -                | -                | -                | 18               | 16               |
| 2021             | プリスベン・シティFC     | 19               | FQPL1            | 16               | 15               | -                | -                | -                | -                | 16               | 15               |
| 2022             | プリスベン・シティFC     | 19               | NPL              | 21               | 14               | -                | -                | 2                | 3                | 23               | 17               |
| 2024             | ペニンシュラ・パワーFC   | 11               | NPL              | 13               | 0                | -                | -                | -                | -                | 13               | 0                |
| 2024             | ベントレー・グリーンズSC | 11               | NPL2             | 7                | 2                | -                | -                | -                | -                | 7                | 2                |
| タイ             | タイ                     | タイ             | タイ             | リーグ戦         | リーグ戦         | リーグ杯         | リーグ杯         | FA杯             | FA杯             | 期間通算         | 期間通算         |
| 2023             | チエンマイFC             | 17               | T2               | 9                | 1                | -                | -                | -                | -                | 9                | 1                |

## 来歴
埼玉県日高市を本拠地とし、東京ヴェルディと提携を結んでいるサッカークラブS.S.カンテラに所属。
武蔵越生高等学校に進学し、その後東京国際大学に進学。大学時代に埼玉県代表として第99回全日本サッカー選手権大会（天皇杯）に出場。1回戦でザスパ草津（現ザスパクサツ群馬）に敗れる。
大学卒業後はプロサッカー選手を目指したが、国内のクラブからオファーがなかったためオーストラリアのフットボール・クイーンズランド・プレミアリーグ(3部リーグに相当する)・ウエスタン・プライドFCに加入。リーグ戦18試合に出場し、16得点を挙げて得点王に輝いている。しかし契約は更新されず、同リーグのブリスベン・シティFCへ移籍。
クイーンズランド州1部リーグから降格したばかりの同チームで2部リーグの得点王を獲得、またチームは2部優勝を果たした。契約を更新し、クイーンズランド州1部リーグで21試合に出場し、14得点。カップ戦では2試合に出場し、3得点を挙げ、クラブを国内ベスト16に導いた。
2022-2023シーズンの後期からチエンマイFCに加入し、デビュー戦で左足ハムストリング肉離れをし、約2ヶ月離脱した。その後9試合に出場し、1得点。
2025年5月30日 賭博や八百長計16件の容疑で檀崎竜孔と共にオーストラリアにて逮捕・起訴された。